# めんこ

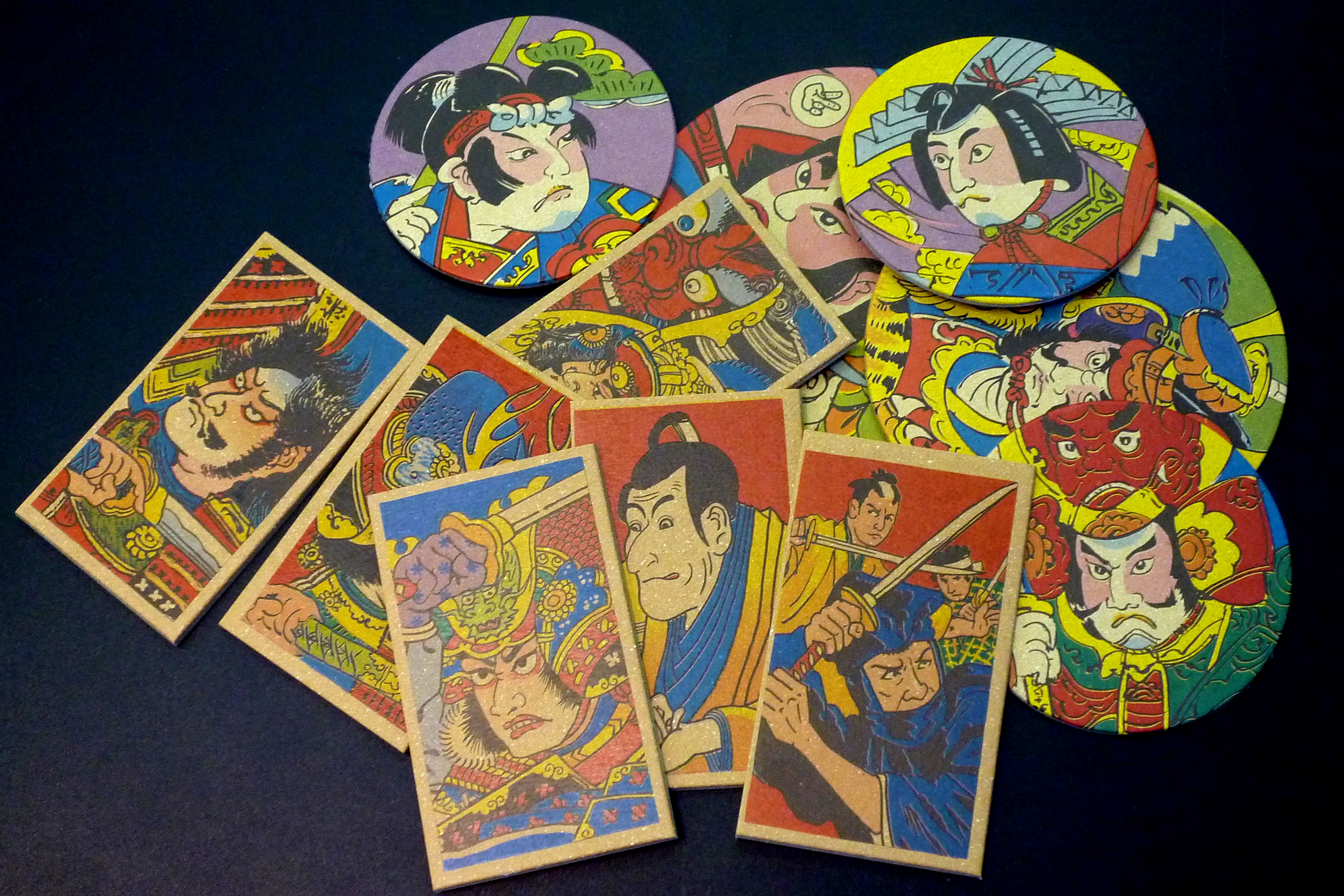
めんこ

めんこ（面子）とは、日本の子供の遊びで使われる玩具の一つ。めんこの語源は「小さな面」を表す「面子」である。マージャン用語は無関係。昭和30年代（1955年 - 1964年）においては、めんち、ぱんす、ぱっちんとも呼ばれていた。
めんこは素材により、大きく分けて泥めんこ、鉛めんこ、紙めんこがある。もっともよく知られているのは紙めんこであり、厚紙製で手の平大の長方形か円形で、片面に写真や図柄が印刷されている例が多い。また、紙めんこを使用する遊びそれ自体もめんこと呼ぶ。めんこのカード自体がコレクションの対象にもなっている。児童文学作家の渋沢青花（1889年 - 1983年）も、少年時代はめんこのコレクターで、新たに入手しためんこは遊びでは使わず、余分のめんこを使用したと証言している。
駄菓子屋などで販売されているが、牛乳瓶のフタなどの適当な素材で代用することもある。昭和時代の日本では、子供の遊びとして広く流行した。
なお、紙めんこに似た遊びに英語圏のmilk caps、韓国のダクチ（딱지）などがある。

## 歴史

### 江戸期の泥めんこ
遅くとも江戸時代にはめんこの存在が確かめられている。材質はセラミック、木材、鉛、紙などがある。古くは面打ち、面形などの名称もあった。
江戸時代には穴一遊びと呼ばれる遊戯があった。穴一遊びは地面に掘った小さな穴に、無患子の木の実、キサゴという貝、絵銭などを投げ入れる遊戯である。穴に入れば勝ち、穴の外にあるこれらの物に他のプレイヤーが命中させても勝ちというルールで遊ばれたようだ（『守貞漫稿』による）。天保年間（1831年 - 1845年）には穴一遊びの遊具として泥面を用いることが広まっていた。泥面を用いた穴一遊びは明治中期に至るまで子供たちの間で根強く行われた。
絵銭・面模・芥子面・泥面を用いた遊びは、後世になって泥めんこと総称されるようになった。
なお、泥めんこを用いた穴一遊びは石蹴り（地面に描いた図形に石を蹴り入れる遊戯）のルーツになったとも言われている。
泥めんこの流行は明治初期まで続いたが、鉛めんこの登場により衰退し、その後は一部の地域における郷土玩具や寺社の土産物として残存するにとどまる。

### 明治期の鉛めんこ
明治10年代（1877年 - 1886年）になると鉛めんこが急速に普及した。
江戸期からあった「からから煎餅」と呼ばれる菓子には、もともと土製の芥子面がおまけとして入れられ、おはじき遊びのような用途に供されていた。からから煎餅に芥子面にかわって鉛製の玩具が入れられるようになり、やはり最初はおはじき遊びのような遊びが行われていた。そのうちに鉛という材質に適した「起こし」と呼ばれる遊び方が一般的になった。
遊具の系譜では、鉛めんこは従来のセラミック製の芥子面や泥面を鉛という材料で置き換えたものであるが、セラミックの時には得られなかった特有の遊び方を生んだ。鉛めんこで生じた独特の遊び方に「トーケン遊び」や「起こし遊び」がある。鉛めんこを「起こし遊び」により何度も使用すると変形が起こり、図柄も歪む。不細工な顔を意味するおかちめんこはこの歪んだめんこの図柄に由来する言葉である。
しかし、鉛めんこは1900年の大阪での鉛中毒事件により一気に下火となり、従来の研究ではおよそ20年の歳月で姿を消したとされている。しかし、大正期に小学時代を送った大岡昇平（1909年 - 1988年）の回想に鉛めんこの記述がみられ、実際に下火になった時期については異説もあり得る。湯川秀樹（1907年 - 1981年）も、少年時代の記憶として鉛めんこと紙めんこがほぼ同時期に併存していたと証言する。これらをもとに、鉛めんこは1910年代まで命脈を保った、とする文献もある。

### 紙めんこの登場
紙めんこが登場したのは明治10年代（1868年 - 1877年）である。子どもたちは画用紙を幾重にも折って紙めんこを作っていたが、その商品化を考えていた大人たちにとって画期的だったのがボール紙の登場であった。低コストの材料としてのボール紙はめんこの爆発的普及とめんこ産業への新規参入ブームを巻き起こした。また、明治20年代（1887年 - 1896年）には印刷にも技術革新があり廉価な印刷法の普及は「めんこ絵」に多大な魅力を生み出すことになった。1900年代に入ると国産の紙と機械により大量生産される紙めんこが普及する。
めんこという言葉は泥めんこや鉛めんこに由来するが、紙めんこという遊びは幕末から明治初期に遊ばれた「庄屋券」という一種のかるたが祖型となっているという説がある。猟師は狐に勝ち、狐は庄屋に勝つ。そして庄屋は猟師に勝つというじゃんけんのごとき遊びが、次第に鉛めんこを使った遊びと融合し、さらにたばこカードなどとも絡み合い、1900年代には紙めんこが成立する 。
21世紀に入ってからも流行もののキャラクターなどを取り入れて、紙めんこ（の様なもの）は細々と受け継がれている。
- 2001年7月発売　タカラ「改造メンコバトル　BANG!（バング）」 - タカラはビーダマン、ベイブレードと合わせて本商品を「伝承玩具」と称している[20]。後に『爆転シュートベイブレード』『星のカービィ』『サルゲッチュ』のキャラクターを採用した。
- 2001年11月22日発売　コナミ「めんこスタジアム」 - TBS系列の番組『筋肉番付』とのタイアップ商品。自社ゲームのキャラクターを多く起用している[21]
- 2014年4月12日発売　バンダイ「バチ魂バット」 - 『ディスク・ウォーズ:アベンジャーズ』のキャラクター商品。
- 2015年1月15日発売　FOREST Hunting One「ギガントバトルコレクション」 - 『超爆裂異次元メンコバトル ギガントシューター つかさ』のキャラクター商品。

## 紙めんこの図柄

### 表面
めんこに限らず、紙製玩具のデザインには当時の世相が反映される。めんこは単に遊びの手段であるのみならず、子供たちにとって新しい知識や人物に触れることができる、社会との接点でもあった。表面の絵柄を見ることで、戦争の武勇伝や世相の話題を知ることができた。
満州事変から大東亜戦争の時期にかけて、子供たちのあこがれの的であった軍隊を題材にしためんこが多く製造される。肉弾三勇士、南京占領などを描いためんこが現存する。
一般に、その時代の人気のあるものが図柄として用いられた。たとえば、力士を描いたものでは1937年発行と推測可能なめんこがある。野球選手などのスポーツ選手が多く描かれた時代もあり、めんこは一種のブロマイドのような機能を担った。その後は怪獣、怪人、ロボット、ヒーローが多色で印刷されているものが多く作られた。但し、著作権等の許諾を得ていないためか、オリジナルを一部変えたパチモンの商品も多かった。
2000年以降は『ポケットモンスター』（ポケモン）を題材にして、ボードゲームやトレーディングカードゲームの要素も取り入れた『ポケモンパッチン』シリーズなるものも存在する。

### 裏面
裏面は紙の素地か、単色で印刷されていることが多い。製品によっては、裏面にじゃんけん、トランプのカード、武器などが描かれており、工夫によってその図柄を用いて遊ぶことも出来るようになっている。

## 遊び方とルール

### 起こし
もっとも典型的な遊び方である「起こし」のルールは以下の通りである。
1. 地面にめんこを置く
2. 別の者が別のめんこを叩き付ける

多くの場合、以上の競技手順は同じだが、あらかじめ地面に置かれた方の所有権の移転に関わる勝敗の決め方が、地方や集団によって異なる。所有権の移転がなされる場合の代表例を以下に列挙する。
- あらかじめ地面に置かれためんこが「裏返る」[注釈 3]。
- あらかじめ地面に置かれためんこの「下を通過する[注釈 4]」。
- あらかじめ地面に置かれためんこが、規定の範囲（枠で囲った範囲など）よりも「外に出る」。

地面に置くめんこの枚数は1枚の場合もあるが、複数の参加者が1人1枚、または、参加者1人2枚など、様々である。
また、めんこの大きさに大小があり、子供にとって欲しい図柄が異なるので、自分の欲に任せて明らかに不当なルールを適宜つける例が横行する。取り上げられためんこは返してもらえない（所有権が移転する）ので、真剣に遊ぶ要素がある。2枚のめんこを貼り合わせたり縫い合わせたり、蝋をしみこませるなどのカスタマイズをする子供もいた。透明なテープを巻き付ける、裏側に皮革やゴムなどを貼って重量を増やす、側面から針を差し込むなどの“手口”もあった。いずれにしても、表面の絵柄が確認できるように手を加えていたが、古島敏雄は、市販のめんこをベースにしない手作りのめんこや、絵柄が確認できないめんこは勝負に使えなかったと回想している。
この他にも他のカードゲームと類似した遊び方である「積み」や「抜き」、「落とし」、また物理的な遊び方として「壁当て」「滑り」などがある。

## 名称
地域・時代によって「めんこ」の名称は異なる（太字は高アクセント）。
- 札幌市では「パッチ」
- 津軽弁では「びだ」
- 秋田弁ではパッチ
- 仙台弁では「パッタ」（仙台）、「パッツ」（松島）、「パンチョ」[27]
- いわき市では「ペッタ」
- 酒田市では「ペッチ」
- 名古屋弁では「ショーヤ」
- 三重県尾鷲市では「かっぱん」
- 滋賀県旧蒲生郡域では「ぱいえん」
- 大阪市とその周辺では「べったん」
- 鳥取市では「げんじい」
- 浜田市では「ぱっちん」
- 広島県三原市では「パッチン」（昭和30年代：現在の呼称は未確認）
- 大分県では「パッチン」（大分県大分市で行われる祭りである府内戦紙（ふないぱっちん）は、山車がこのパッチンの図柄に似ているため名づけられた。）
- 日田弁では「おちょこし」
- 鹿児島弁では「カッタ」（「カルタ」からか）
- 沖縄弁では「パッチー」

## 関連書籍
- 『メンカー』いしかわじゅん 立風書房
- 『めんこグラフィティ-甦る時代のヒーローたち』鷹家春文（編）（光琳社出版、1991年）
- 『めんこ』日本めんこ倶楽部（監修） / 鷹家碧（文）（文溪堂、2008年）
- 『メンぱっちん』小林よしのり 講談社 - めんこが劇中では競技として扱われ、スポ根漫画のパロディとなっている点が特徴。